# برونو ليوناردو فيسنتي
برونو ليوناردو فيسنتي (18 فبراير 1989 في البرازيل - ) هو لاعب كرة قدم برازيلي في مركز الوسط. لعب مع بوتيف فراتسا ونادي بادوفا ونادي بارما ونادي تريفيزو ونادي غوريتسا ونادي كومو ونادي كامبو غراندي وASD Akragas 2018 ‏ وPortogruaro Calcio ASD ‏.

## وصلات خارجية
- برونو ليوناردو فيسنتي على موقع قاعدة بيانات كرة القدم.إي يو (الإنجليزية)
- برونو ليوناردو فيسنتي على موقع Soccerway.com (الإنجليزية)
- برونو ليوناردو فيسنتي على موقع عالم كرة القدم.نت (الإنجليزية)